# Hydromedusa tectifera
Espèce
Synonymes
- Hydromedusa platanensis Gray, 1873
- Hydromedusa wagleri Günther, 1884

Hydromedusa tectifera est une espèce de tortue de la famille des Chelidae.

## Répartition
Cette espèce se rencontre :
- en Argentine dans les provinces de Misiones, de Corrientes, de Formosa, du Chaco, de Santiago del Estero, de Santa Fe, de Córdoba, d'Entre Ríos et de Buenos Aires ;
- au Paraguay ;
- au Uruguay ;
- au Brésil dans les États de Rio Grande do Sul, de Santa Catarina, du Paraná de São Paulo, de Rio de Janeiro et du Minas Gerais.

## Publication originale
- Cope, 1870 "1869" : Seventh Contribution to the Herpetology of Tropical America. Proceedings of the American Philosophical Society, vol. 11,no 81, p. 147-192 (texte intégral).